# کاب سوانسون
کاب سوانسون (انگلیسی: Cub Swanson؛ زادهٔ ۲ نوامبر ۱۹۸۳) ورزشکار هنرهای رزمی ترکیبی اهل ایالات متحده آمریکا است. وی از سال ۲۰۰۴ میلادی تاکنون مشغول فعالیت بوده‌است.